# Парламентські вибори у Великій Британії 1835
Парламентські вибори у Великій Британії відбулися з 6 січня по 6 лютого 1835 року внаслідок розпуску королем Вільгельмом IV парламенту, після того як останній не надав підтримки призначеному ним прем'єр-міністру консерватору Роберту Пілю.
Хоча торі значно збільшили своє представництво в Палаті громад, перемогу на виборах здобули віги під керівництвом віконта Мельбурна. На цих виборах ірландська Асоціація проти унії  під керівництвом Деніела О'Коннелл, увійшла в коаліцію з вігами.

## Результати
| Партія        | Лідер           | Відсоток голосів | Відсоток голосів | Місць в парламенті |
| Партія        | Лідер           | Кількість        | %                | Місць в парламенті |
| ------------- | --------------- | ---------------- | ---------------- | ------------------ |
| Віги          | Вільям Мельбурн | 349,868          | 55,2%            | 385                |
| Торі (партія) | Роберт Піль     | 261,269          | 44,8%            | 273                |
| Всього        | Всього          | 611,137          | 100%             | 658                |